# Brachyamblyopus brachysoma
Brachyamblyopus brachysoma – gatunek ryby z rodziny babkowatych. Jedyny przedstawiciel rodzaju Brachyamblyopus.

## Występowanie
Wody słodkie i półsłodkie Azji, od Indii aż do Nowej Gwinei.
Dorasta do 10–11 cm długości.